# Temperatura critica

Un tipico diagramma delle fasi. La linea verde tratteggiata è caratteristica del comportamento anomalo di alcune sostanze come l'acqua

In chimica fisica si parla di temperatura critica in differenti ambiti; nel caso della transizione di fluidi si definisce critica la temperatura al di sopra della quale una sostanza non può esistere allo stato liquido. Nel caso della transizione superconduttiva si definisce critica la temperatura al di sotto della quale il materiale diviene superconduttore.
Più in generale si può chiamare temperatura critica quella temperatura alla quale avviene una transizione di fase.

## Il caso dei fluidi
Come già detto, nel caso dei fluidi, si definisce temperatura critica la temperatura al di sopra della quale una sostanza non può esistere allo stato liquido, neanche essendo sottoposta a compressione.
Definita per la sostanza allo stato gassoso l'equazione di stato di van der Waals:
{\displaystyle (p+{\frac {n^{2}a}{V^{2}}})(V-nb)=nRT}
e tracciate sul diagramma di Clapeyron (p − V) le curve corrispondenti alle temperature costanti, si ottiene che esse sono decrescenti per valori superiori a una data Tc, mentre al di sotto di questa non sono monotone. Evidentemente quelle inferiori non possono descrivere bene il comportamento del gas, ammettendo compressioni isoterme con diminuzione della pressione. Per cui nell'area sottostante la curva Tc la sostanza si presenta anche in forme non gassose (ovvero in forma liquida, o in una coesistenza delle due fasi), e il grafico sperimentale non corrisponde a quello di van Der Waals.
Dalla Tc in su invece la sostanza esiste solo sotto forma di gas, e pertanto la temperatura detta è quella critica.
Si ricava che:
{\displaystyle T_{c}={\frac {8a}{27Rb}}}

### Temperatura ridotta
Il rapporto tra la temperatura e la temperatura critica prende il nome di temperatura ridotta ed è una quantità adimensionale.
La temperatura ridotta è utilizzata dal teorema degli stati corrispondenti per il calcolo del fattore di comprimibilità di un gas o di una miscela gassosa.

## Tabella delle temperature e delle pressioni critiche di alcune sostanze
| Sostanza  | Temperatura critica (°C) | Temperatura critica (K) | Pressione critica (atm) | Pressione critica (MPa) |
| --------- | ------------------------ | ----------------------- | ----------------------- | ----------------------- |
| Argon     | −122,4                   | 150,8                   | 48,1                    | 4,870                   |
| Bromo     | 310,8                    | 584                     | 102                     | 10,340                  |
| Cloro     | 143,8                    | 417                     | 76,0                    | 7,700                   |
| Fluoro    | −128,85                  | 144,3                   | 51,5                    | 5,220                   |
| Elio      | −267,96                  | 5,19                    | 2,24                    | 0,227                   |
| Idrogeno  | −239,95                  | 33,2                    | 12,8                    | 1,297                   |
| Kripton   | −63,8                    | 209,4                   | 54,3                    | 5,500                   |
| Neon      | −228,75                  | 44,4                    | 27,2                    | 2,760                   |
| Azoto     | -146,95                  | 126,2                   | 33,5                    | 3,390                   |
| Ossigeno  | -118,55                  | 154,6                   | 49,8                    | 5,050                   |
| CO2       | 30,95                    | 304,1                   | 72,8                    | 7,377                   |
| Xeno      | 16,55                    | 289,7                   | 57,6                    | 5,840                   |
| Litio     | 2 949,85                 | 3223                    | 65,2                    | 6,700                   |
| Mercurio  | 1 476,9                  | 1 750                   | 1 587                   | 172                     |
| Ferro     | 8 227                    | 8 500                   |                         |                         |
| Oro       | 6 977                    | 7 250                   | 5 000                   | 530                     |
| Alluminio | 7 577                    | 7 850                   |                         |                         |
| Tungsteno | 15 227                   | 15 500                  |                         |                         |
| Acqua     | 373,936                  | 647,096                 | 217,7                   | 22,059                  |